# Tipografska točka
Tipografska točka (njem. typographischer Punkt, eng. point) je osnovna jedinica za određivanje veličine tiskarskih slova.
Prve korake ka uvođenju mjernog sustava kojim bi se odredila veličina tipografskog i slagarskog materijala učinio je Pierre Simon Fournier u čijem je tipografskom mjernom sustavu osnovna veličina bila tipografska točka. Francois-Ambroise Didot 1775. usavršava svoj tipografski sustav, koji je i danas prihvaćen kao standard u Europi. Osnovna je jedinica tipografska točka (pt, tt, tp) i sustav u kojem 12 tipografskih točaka čini jedan cicero. Hermann Berthold, njemački slovoljevač 1876. je napravio preračun Didotovog sustava u metrički i tako utvrdio precizni tipometar od 30 cm, odnosno 798 tipografskih točaka. Tipografska je točka izvorno imala vrijednost 0,376065 mm, koja je 1973. zaokružena na 0,375 mm.
Osim numeričke vrijednosti, najčešće veličine imaju i opisne nazive.
| Naziv            | Veličina u tipo- grafskim točkama | Veličina (u mm) |
| ---------------- | --------------------------------- | --------------- |
| osmina petita    | 1 pt                              | 0,376           |
| četvrtina petita | 2 pt                              | 0,752           |
| četvrtina cicera | 3 pt                              | 1,128           |
| polovica petita  | 4 pt                              | 1,504           |
| perl             | 5 pt                              | 1,880           |
| nomparel         | 6 pt                              | 2,256           |
| kolonel          | 7 pt                              | 2,632           |
| petit            | 8 pt                              | 3,009           |
| borgis           | 9 pt                              | 3,385           |
| garmond          | 10 pt                             | 3,761           |
| cicero           | 12 pt                             | 4,513           |
| srednjak         | 14 pt                             | 5,265           |
| tercija          | 16 pt                             | 6,017           |
| tekst            | 20 pt                             | 7,521           |
| dva cicera       | 24 pt                             | 9,026           |